# Chilicola involuta
Chilicola involuta är en biart som beskrevs av Michener 2002. Chilicola involuta ingår i släktet Chilicola och familjen korttungebin. Inga underarter finns listade i Catalogue of Life.